# Nándor Gallas
Nándor Gallas, auch Ferdinand Gallas, auch Gallasz, (geboren 21. Januar 1893 in Temeswar, Österreich-Ungarn; gestorben 1. Juli 1949 in Lovrin) war ein ungarisch-rumänischer Bildhauer.

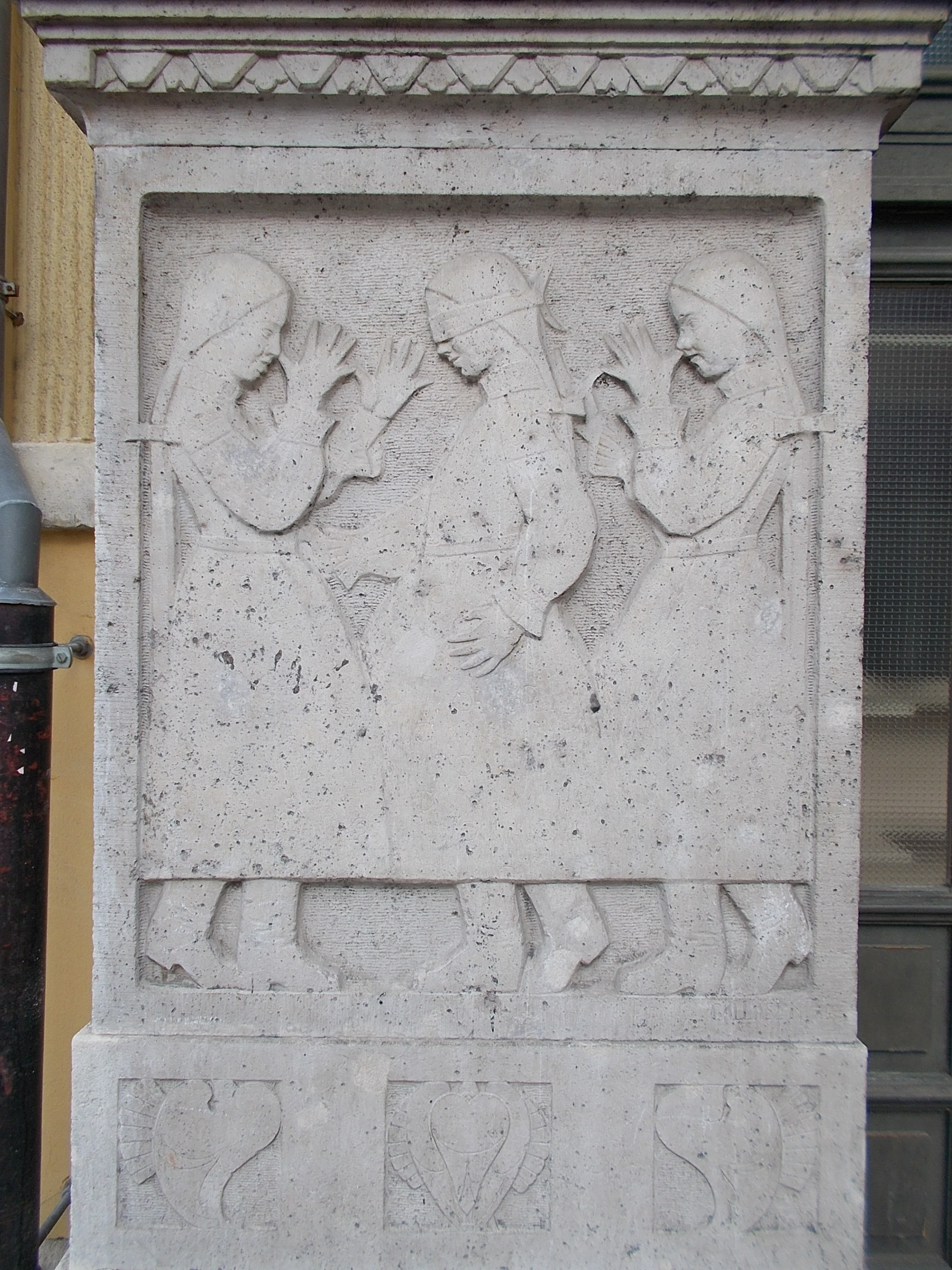
Plastik an einer Mädchenschule in Budapest (1912)

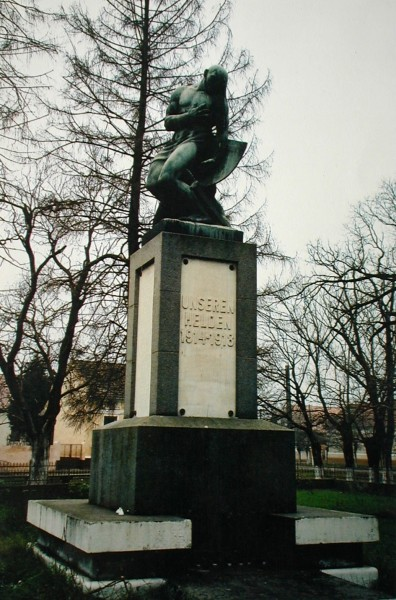
Kriegerehrenmal in Șandra (1920er Jahre)

## Leben
Ferdinand Paul Gallas besuchte die Fachschule für Metall- und Holzindustrie in Temeswar bei András Sipos, er erhielt ein Stipendium von der Kommune und studierte in Budapest an der Königlich-Ungarischen Kunstgewerbeschule bei Lajos Mátrai, Géza Maróti und bei Imre Simay, dessen Assistent er 1912 wurde. Gallas wurde 1914 Soldat im Ersten Weltkrieg und geriet 1915 in russische Kriegsgefangenschaft. Nach dem Waffenstillstand 1917 studierte er ab 1919 am VChUTEMAS und arbeitete in Moskau als Bühnenbildner und Plakatzeichner. 1921 kehrte er nach Temeswar zurück, das inzwischen zu Rumänien gehörte. 1922/23 hielt er sich in Dresden auf. Er schrieb Beiträge für eine futuristische Zeitschrift und entwarf Bühnenbilder für Aufführungen der Schule für modernen Tanz seiner Frau Jenny Janura. Er war 1929 Gründungsmitglied der ungarischen Künstlervereinigung in Rumänien „Barabás Miklós Céh“. Zeitweilig lehrte er an der Freischule Temeswar.
Gallas war seit 1934 schwer erkrankt und nur noch eingeschränkt arbeitsfähig. Trotzdem lehrte er noch 1947 in Arbeiter-Kunstschulen der rumänischen Gewerkschaften. 